# Генеральные консульства в Иерусалиме
Некоторые из стран с генеральными консульствами в Иерусалиме имеют контакты с Палестинской национальной администрацией через представителей консульства. Большинство стран с генеральными консульствами в Иерусалиме имеют отдельные посольства в Тель-Авиве, аккредитованные в Израиле.
- Европейский союз (В Восточном Иерусалиме)[1]
- Бельгия[2][3]
- Ватикан (Апостольская делегация в Иерусалим и Палестину)[4]
- Великобритания[5][6][5][7][8]
- Греция[9]
- Испания[10]
- Италия[11][12]
- США[13]
- Турция[14]
- Франция[15]
- Швеция[16]